# Descender
Descender (dosł. po ang. „zstępujący”) – amerykańska seria komiksowa autorstwa kanadyjskiego scenarzysty Jeffa Lemire'a i wietnamsko-amerykańskiego rysownika Dustina Nguyena, wydana oryginalnie w formie miesięcznika w 32 zeszytach między marcem 2015 a lipcem 2018 przez Image Comics. Kontynuacją serii jest 18-zeszytowy cykl Ascender (ang. „wstępujący”), także autorstwa Lemire'a i Nguyena, publikowany od kwietnia 2019 do sierpnia 2021. Polskim wydawcą Descender i Ascender jest Mucha Comics.

## Fabuła
Akcja obu serii utrzymana jest w konwencji science-fiction i rozgrywa się w przyszłości. W galaktyce opanowanej przez roboty zwane Żniwiarzami android o wyglądzie chłopca, Tim-21, okazuje się szansą na pokonanie najeźdźców: w jego konstrukcji kryją się sekrety Żniwiarzy. Dlatego mały android staje się obiektem poszukiwań złomiarzy i łowców nagród. Uciekając przed nimi, Tim-21 przemierza wszechświat i przeżywa przygody w towarzystwie mechanicznego psa Zbója i robota górniczego Wiertacza.

## Tomy zbiorcze

### Descender
| Tom | Tytuł i rok wydania polskiego | Tytuł i rok wydania oryginalnego | Zawartość oryginalna    |
| --- | ----------------------------- | -------------------------------- | ----------------------- |
| 1   | Blaszane gwiazdy (2018)       | Tin Stars (2015)                 | Descender zeszyty 1–6   |
| 2   | Mechaniczny księżyc (2018)    | Machine Moon (2016)              | Descender zeszyty 7–11  |
| 3   | Osobliwości (2019)            | Singularities (2016)             | Descender zeszyty 12–16 |
| 4   | Orbitalna mechanika (2019)    | Orbital Mechanics (2017)         | Descender zeszyty 17–21 |
| 5   | Powstanie robotów (2020)      | Rise of the Robots (2018)        | Descender zeszyty 22–26 |
| 6   | Wojna maszyn (2020)           | The Machine War (2018)           | Descender zeszyty 27–32 |

### Ascender
| Tom | Tytuł i rok wydania polskiego | Tytuł i rok wydania oryginalnego | Zawartość oryginalna   |
| --- | ----------------------------- | -------------------------------- | ---------------------- |
| 1   | Nawiedzona galaktyka (2021)   | The Haunted Galaxy (2019)        | Ascender zeszyty 1–5   |
| 2   | Martwe morze (2022)           | The Dead Sea (2020)              | Ascender zeszyty 6–10  |
| 3   | Cyfrowy mag (2022)            | The Digital Mage (2020)          | Ascender zeszyty 11–14 |
| 4   | Gwiezdne nasiono (2023)       | Star Seed (2021)                 | Ascender zeszyty 15–18 |

## Odbiór
Descender otrzymał pozytywne recenzje i został zaliczony do najlepszych komiksów roku przez amerykańskie radio publiczne NPR w 2015, stowarzyszenie Young Adult Library Services Association w latach 2016–2019 i tygodnik „Newsweek” w 2018.